# Veli Kavlak
Veli Kavlak  est un footballeur autrichien d'origine turque né le 3 novembre 1988 à Vienne, qui évolue au poste de milieu de terrain.

## Palmarès

### En équipe nationale
- 31 sélections et 1 but avec l'équipe d'Autriche entre 2007 et 2014.

### En club
- Championnat d'Autriche de football en 2005 et 2008.
- Championnat de Turquie en 2016